# 旧ジャーディン・マセソン商会ビル

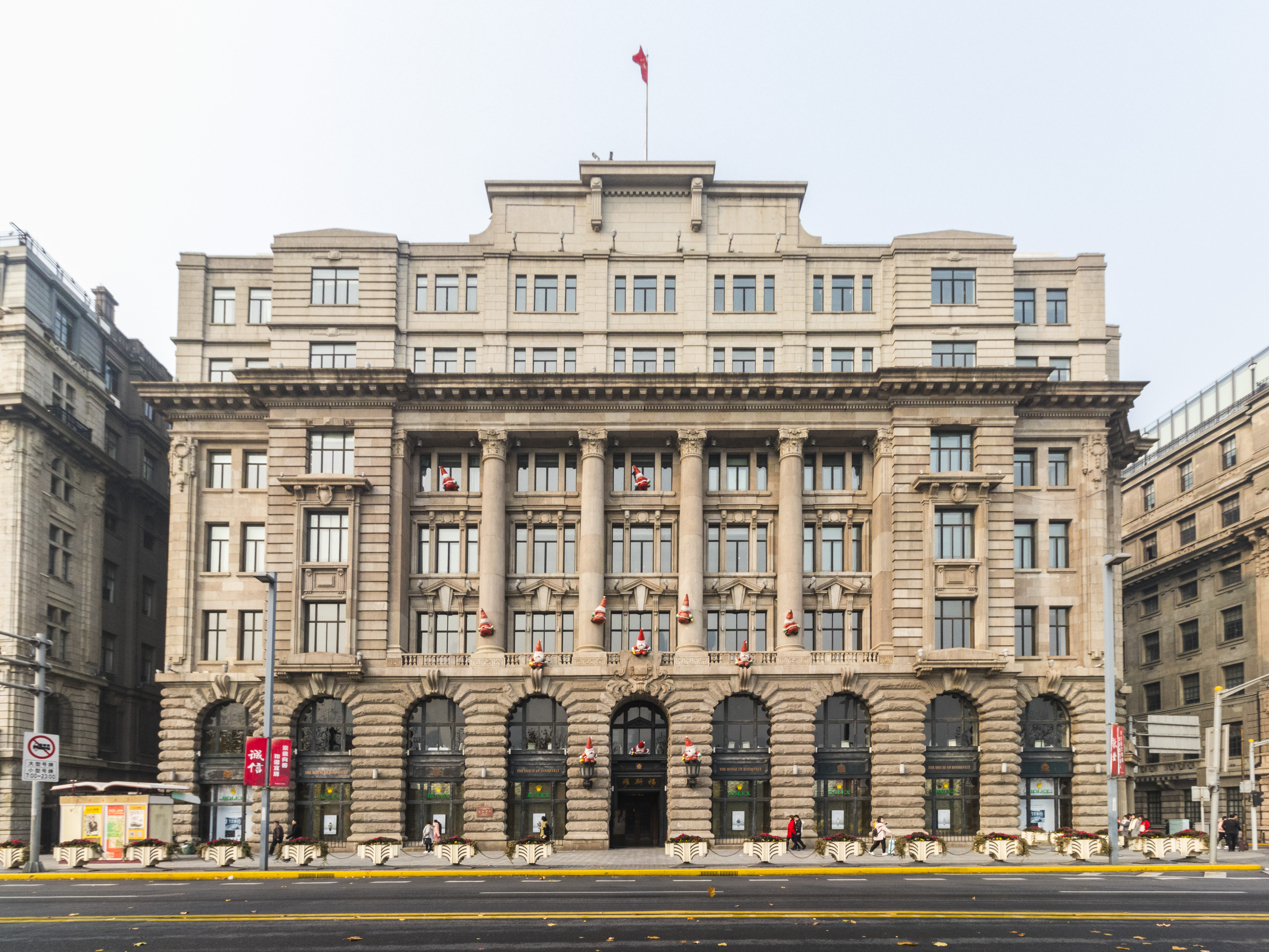
ジャーディン・マセソン商会ビル

ジャーディン・マセソン商会ビル（英語: Jardine Matheson Building、中国語: 怡和洋行大楼）は、上海外灘に位置している建築物。旧地番から外灘27号とも呼ばれる。

## 沿革と建築様式

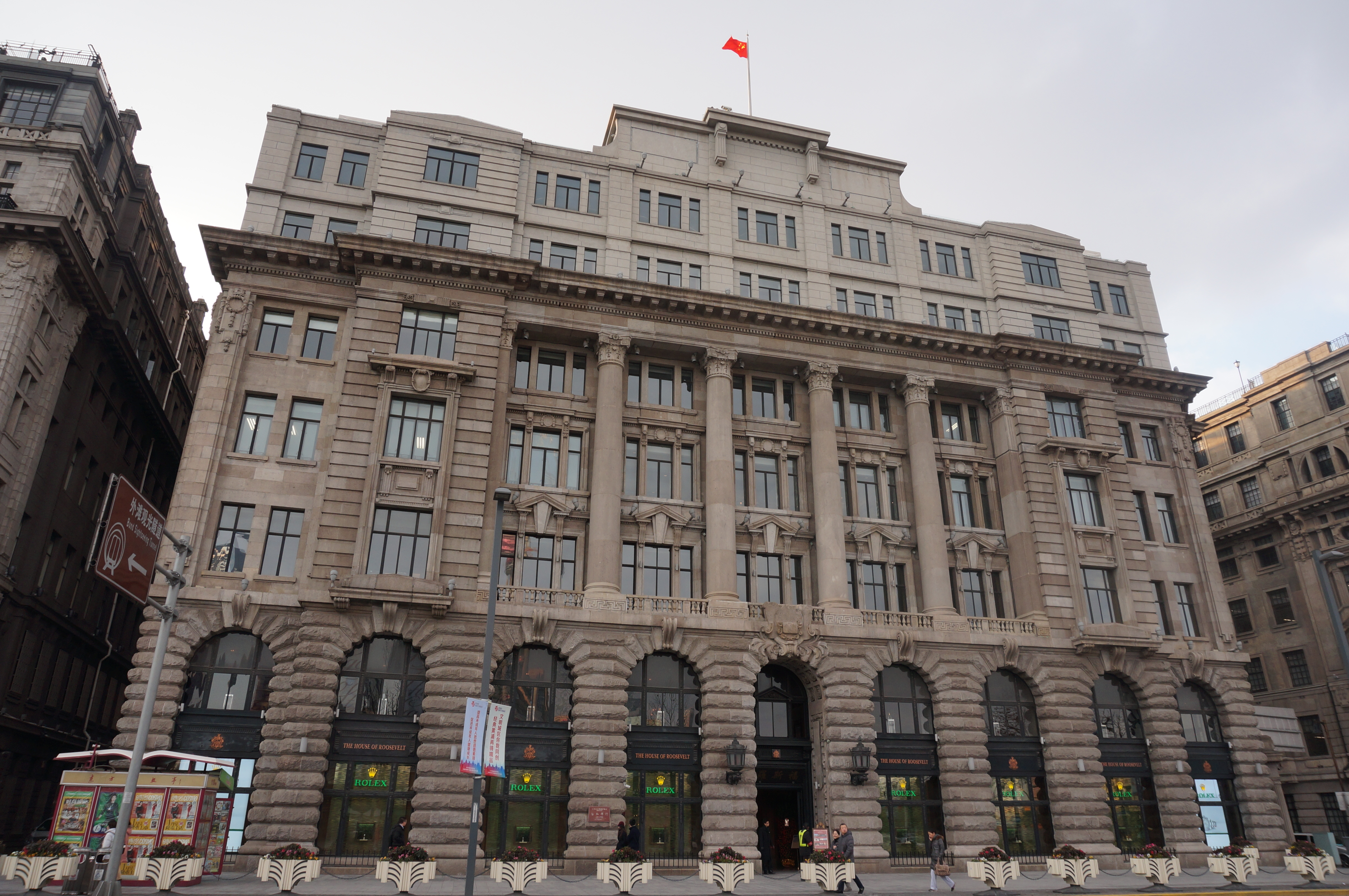
ルネサンス風建築のジャーディン・マセソン商会ビル

ジャーディン・マセソン商会は1832年に中国の広州（沙面島）で創業して以来、極東方面で営業を展開していった。1843年に上海で認可された最初の貿易会社として支店を開き、翌年、外灘27号の土地を入手して、2階建ての植民地建築風のビルを建築した。
1920年から1922年11月にかけて4度目のビルの建て替えを行い、現在のビルを建設した。
建築は1棟8階建てであり、外部はルネサンス風建築であり、花崗岩で覆われている。建物前面中央の3階から5階の部分には円柱が5本あり、6階と5階の間に細かい掘り込みが施されている。設計はスチュワードソン&スペンス（思九生洋行）とされる。
その後、このビルは1949年の中国共産党上海占領後、政府に接収され、1955年からは上海外国貿易局が使用するようになった。
現在は各種店舗が入っており、1階には元禄寿司が入店している。

## 長州五傑との関わり
1863年（文久3年）、ジャーディン・マセソン商会は井上聞多、遠藤謹助、山尾庸三、野村弥吉、伊藤博文の長州五傑のイギリス留学を支援する。横浜支店（英一番館）支店長のウィリアム・ケズウィック（ウィリアム・ジャーディンの姉の子）はチェルスウィック号を手配した。5月12日（旧暦）、5人を乗せた船は横浜を出港し、上海に向かった。
5月18日頃 上海に到着し、ジャーディン・マセソン商会上海支店の支店長に面会した。話が通じず、結局支社長は「お前達は何のために洋行するのか?」と聞いているらしいことは分かった。そこで「海軍を研究する」と言おうとして「ネイヴィー」とすべきところを間違って「ネビゲーション」の一言を発した者がいた。この言葉を支社長は「ナビゲーション＝航海術」と理解したという。
当時の上海は東アジア最大の西欧文明の中心地として発展していた。長州五傑は、上海の繁栄と100艘以上の外国軍艦およびその他の蒸気船を目の当たりにして、「攘夷」という無謀なことをすれば日本はすぐに滅ぼされてしまうだろうとの判断から「開国」へと考えを変えていった。